# Friedrich Wilhelm Hemprich
Friedrich Wilhelm Hemprich (Klodzko, valle de Kłodzko, voivodato de Baja Silesia, Polonia, antes parte de Alemania, 24 de junio de 1796 - Massawa, Eritrea, África, 30 de junio de 1825) fue un naturalista y explorador alemán.

## Biografía
Hemprich nació en Glatz (Kłodzko), Silesia prusiana, y estudió medicina en Breslavia y en Berlín, donde trabó amistad con Christian Gottfried Ehrenberg, dado que ambos compartían interés por la historia natural. Hemprich fue docente en la Universidad Humboldt de Berlín en fisiología comparada y escribió Grundriss der Naturgeschichte [Bosquejo de historia natural] en 1820. En sus ratos libres estudió los reptiles y anfibios del Museo Zoólogico con Hinrich Lichtenstein.
En 1820, Hemprich y Ehrenberg fueron invitados a servir como naturalistas en la primera expedición arqueológica a Egipto, dirigida por el general prusiano von Minutoli. Los dos naturalistas fueron patrocinados por la Academia de Berlín. En marzo de 1821 se separaron del grupo principal y viajaron a las nacientes del río Nilo y a Dongola, la capital de Nubia. Durante los dos años siguientes estudiaron la historia natural de esa parte de Egipto.
En 1823, Hemprich y Ehrenberg fueron en barco por el golfo de Suez hacia el sur, la costa sudoccidental de la península de Sinaí, permaneciendo allí unos nueve meses. Durante ese tiempo visitaron el monte Sinaí, y Ehrenberg fue uno de los primeros naturalistas que estudió la vida marina del mar Rojo. En 1824, se fueron al Líbano, viajando al interior de Beirut, de allí al monte Líbano y establecieron la base en Bcharre. En agosto retornaron a Egipto.
En noviembre de 1824 recorrieron nuevamente las costas del mar Rojo, parando en varios puertos como Yida. Arribaron al puerto eritreo de Massawa y su intención era visitar los altos de Abisinia. Desafortunadamente, Hemprich falleció en Massawa de fiebre, y Ehrenberg lo sepultó en la isla de Toalul. 
Ehrenberg regresó a Europa, y en 1828 publicó una narración de sus descubrimientos, con ambos nombres, titulada Symbolae Physicae. Los especímenes recolectados por la expedición quedaron depositados en el Museo de Historia Natural de Berlín: 46.000 especímenes botánicos de 3.000 especies y 34.000 especímenes animales de 4.000 especies, incluyendo muchas nuevas especies. Entre los especímenes había dos ejemplares de una especie desconocida abatidos a orillas del Mar Rojo. Ignorando que hubiera descripciones anteriores, los llamaron en principio Ibis comata. Tras la muerte de Hemprich, su compañero y amigo rebautizó en 1832 a la especie como Ibis hemprichi, pero nunca publicó el trabajo.

## Obra
- Die Akalephen des rothen Meeres und der Organismus der Medusen der Ostsee. Ed. Dümmler, 82 pp., 1836

- Series prima cum tabularum decade. Hemprich et Ehrenberg Symbolae physicae. Animalia EVERTEBRATA exclusis insectis percensuit, 1831

- Zoologica: Aves. Symbolæ physicæ seu icones et descriptiones corporum naturalium novorum aut minus cognitorum quae ex itineribus per Libyam Aegyptum Nubiam Dongalam Syriam Arabiam et Habessiniam publico institutis sumptu. Mittler, Berlín, 162 pp., 1828–33 (con Christian Gottfried Ehrenberg)

- Reisen in Aegypten, Libyen, Nubien und Dongola: Naturgeschichtliche Reisen durch Nord-Afrika und West-Asien in den Jahren 1820 bis 1825. Mittler, Berlín, 1828

- Grundriß der Naturgeschichte für höhere Lehranstalten (Bosquejo de la historia natural para las instituciones de educación superior). Rücker, Berlín, 1820

- Dissertatio de notione inflammationis, 1818

## Honores

### Eponimia
Género botánico
- (Burseraceae) Hemprichia Ehrenb.[2]

Especies animales
- Crustáceo copépodo Lamproglena hemprichii Nordmann, 1832
- Ave bucerotiforme Lophoceros hemprichii Ehrenberg, 1833
- Crustáceo isópodo Armadillidium hemprichii Brandt, 1833
- Antozoo Acanthastrea hemprichii (Ehrenberg, 1834)
- Antozoo Acropora hemprichii (Ehrenberg, 1834)
- Antozoo Heterodactyla hemprichii Ehrenberg, 1834
- Antozoo Lobophyllia hemprichii (Ehrenberg, 1834)
- Antozoo Megalactis hemprichii Ehrenberg, 1834
- Nemertino Baseodiscus hemprichii (Ehrenberg, 1834)
- Escincomorfo Scincus hemprichii Wiegmann, 1837
- Ave charadriforme Ichthyaetus hemprichii (Bruch, 1853)
- Pseudoescorpión Pseudogarypus hemprichii (C. L. Koch & Berendt, 1854)
- Serpiente Micrurus hemprichii (Jan, 1858)
- Murciélago Otonycteris hemprichii Peters, 1859
- Gastrópodo Ethminolia hemprichii (Issel, 1869)
- Anélido poliqueto Lumbrineris hemprichii Grube, 1870
- Anélido poliqueto Ceratonereis hemphrichii (Grube, 1873)

Especies botánicas
- (Hydrocharitaceae) Thalassia hemprichii (Ehrenb.) Asch.[3]

- (Moraceae) Ficus hemprichii Ehrenb. ex Warb.[4]
- La abreviatura «Hemprich» se emplea para indicar a Friedrich Wilhelm Hemprich como autoridad en la descripción y clasificación científica de los vegetales.[5]